# Villa Servais
Villa Servais is een imposante villa gelegen in Halle, in de Belgische provincie Vlaams-Brabant.

## Geschiedenis
Villa Servais werd in 1847 ontworpen door Jean-Pierre Cluysenaar in opdracht van Adrien François Servais. De villa werd gebruikt als privéwoning voor de familie Servais en als ontmoetingsplek voor muzikanten en plaatselijke muziekverenigingen. Het befaamde basreliëf van de villa werd in 1864 gebeiteld door de Frans-Poolsde beeldhouwer Cyprien Godebski, die getrouwd was met Servais’ oudste dochter Sophie.
Na het vertrek van familie Servais in 1886, heeft de woning verschillende andere bewoners gehad die elk hun eigen veranderingen en aanbouwen aan de villa toevoegden. Tijdens de Tweede Wereldoorlog werd Villa Servais ook gebruikt door zowel Duitse en Britse soldaten als woning.
In 1947 werd de villa gekocht door Marie Denayer-Cromphout. Zij verbouwde de villa zodat er 9 gezinnen tegelijkertijd in konden wonen. Door de korte verblijftijd van deze gezinnen, heeft de villa op vier jaar tijd ongeveer dertig gezinnen onderdak geboden. In 1951 werd het gebouw gebruikt door de gezinnen van rijkswachters. 
Van 1967 tot 1978 werd het gebouw gebruikt als het bijgebouw van het Heilig hartinstituut voor lagere schoolkinderen en kleuters. Van 1978 tot 1980 werd de villa gebruikt door de leerlingen van het vijfde en zesde leerjaar afkomstig van de Rijksbasisschool (“Zilverberk”).
Villa Servais stond sinds 1981 jarenlang leeg en er werd gespeculeerd om de villa af te breken. vanaf 1986 werd de villa beschouwd als erfgoed en werd ze dus officieel beschermd. 
In 2016 kocht de familie De Poorter-Leschevin het gebouw op en begonnen ze, in samenwerking met architecten Helon, met het restaureren van de villa. Op dit moment wordt de villa gebruikt door de familie als privéwoning en B&B. Ook de “salle de musique” wordt gebruikt om regelmatig concerten en expo’s te organiseren.
- Inventaris van het Bouwkundig Erfgoed (Vlaanderen): 39587